# Scott Wootton
Scott James Wootton (Birkenhead, 12 september 1991) is een Engels voetballer die speelt voor Manchester United.

## Clubcarrière
Wootton begon zijn carrière bij Tranmere Rovers FC. Toen hij 13 jaar oud was, stapte hij over naar Liverpool. Hij speelde voor Liverpool U-18 toen hij pas 14 was, maar zag geen kans meer toen Rafael Benítez een scala aan buitenlandse spelers inkocht. Daarom stapte hij in 2007 op 17-jarige leeftijd over naar Manchester United. Nadat hij aanvoerder was geworden bij the United Academy team in 2009–10, werd hij getipt voor het reserve-team waar hij in het begin van het seizoen een basisspeler werd.
Op 30 september 2010 werd bekend dat Wootton voor een maand verhuurd werd aan Tranmere Rovers.
Hij maakte zijn debuut op 2 oktober 2010 en maakte een late goal in het 1–1 gelijkspel met Brighton. Hij speelde in totaal 5 wedstrijden voor de club tijdens de huurperiode. Op 25 november kwam hij weer terug bij de club voor een tweede periode.
Wootton maakte zijn debuut voor Manchester United in Gary Neville's afscheidwedstrijd in mei 2011. Hij kwam in het veld voor Neville in de 85ste minuut. Op 1 juli 2011 vertrok Wootton samen met teammaat Ryan Tunnicliffe op huurbasis naar Peterborough United.
Hij maakte zijn debuut voor Peterborough United op 20 augustus 2011 in een 7–1 overwinning op Ipswich Town. Op 18 oktober 2011 keerde Wootton terug naar Manchester United na het lijden aan een knieblessure.

## Interlandcarrière
Wootton kwam uit voor het Engels voetbalelftal voor spelers onder 17 in de Nordic Championships van 2007.

## Statistieken
| Club                | Seizoen | Championship | Championship | FA Cup | FA Cup | League Cup | League Cup | Europa | Europa | Andere | Andere | Totaal | Totaal |
| Club                | Seizoen | Wed          | Goals        | Wed    | Goals  | Wed        | Goals      | Wed    | Goals  | Wed    | Goals  | Wed    | Goals  |
| ------------------- | ------- | ------------ | ------------ | ------ | ------ | ---------- | ---------- | ------ | ------ | ------ | ------ | ------ | ------ |
| Peterborough United | 2011–12 | 5            | 0            | 0      | 0      | 0          | 0          | 0      | 0      | 0      | 0      | 5      | 0      |
| Totaal              |         | 5            | 0            | 0      | 0      | 0          | 0          | 0      | 0      | 0      | 0      | 5      | 0      |
| Club                | Seizoen | Premiership  | Premiership  | FA Cup | FA Cup | League Cup | League Cup | Europa | Europa | Andere | Andere | Totaal | Totaal |
| Club                | Seizoen | Wed          | Goals        | Wed    | Goals  | Wed        | Goals      | Wed    | Goals  | Wed    | Goals  | Wed    | Goals  |
| Manchester United   | 2011–12 | 0            | 0            | 0      | 0      | 0          | 0          | 0      | 0      | 0      | 0      | 0      | 0      |
| Totaal              |         | 0            | 0            | 0      | 0      | 0          | 0          | 0      | 0      | 0      | 0      | 0      | 0      |
| Club                | Seizoen | League One   | League One   | FA Cup | FA Cup | League Cup | League Cup | Europa | Europa | Andere | Andere | Totaal | Totaal |
| Club                | Seizoen | Wed          | Goals        | Wed    | Goals  | Wed        | Goals      | Wed    | Goals  | Wed    | Goals  | Wed    | Goals  |
| Tranmere Rovers     | 2010–11 | 7            | 1            | 0      | 0      | 0          | 0          | 0      | 0      | 0      | 0      | 7      | 1      |
| Totaal              |         | 7            | 1            | 0      | 0      | 0          | 0          | 0      | 0      | 0      | 0      | 7      | 1      |
| Club                | Seizoen | Premiership  | Premiership  | FA Cup | FA Cup | League Cup | League Cup | Europa | Europa | Andere | Andere | Totaal | Totaal |
| Club                | Seizoen | Wed          | Goals        | Wed    | Goals  | Wed        | Goals      | Wed    | Goals  | Wed    | Goals  | Wed    | Goals  |
| Manchester United   | 2010-11 | 0            | 0            | 0      | 0      | 0          | 0          | 0      | 0      | 0      | 0      | 0      | 0      |
| Totaal              |         | 0            | 0            | 0      | 0      | 0          | 0          | 0      | 0      | 0      | 0      | 0      | 0      |
| Algemene Totaal     |         | 12           | 1            | 0      | 0      | 0          | 0          | 0      | 0      | 0      | 0      | 12     | 1      |

Statistieken als op 20 augustus 2011